# San Tomaso Agordino
San Tomaso Agordino là một đô thị ở tỉnh Belluno trong vùng Veneto, có vị trí cách khoảng 110 km về phía bắc của Venice và khoảng 35 km về phía tây bắc của Belluno. Tại thời điểm ngày 31 tháng 12 năm 2004, đô thị này có dân số 766 và diện tích 19,2 km².
Đô thị San Tomaso Agordino có các frazione (đơn vị trực thuộc) Pecol.
San Tomaso Agordino giáp các đô thị: Alleghe, Cencenighe Agordino, Rocca Pietore, Taibon Agordino, Vallada Agordina.